# Petr Brabec
Petr Brabec (* 1. února 1969) je bývalý český fotbalista, obránce.

## Fotbalová kariéra
Hrál za FC Tescoma Zlín, FC Slušovice, FK Teplice, MFK Ružomberok a FC Chomutov. V české lize nastoupil ke 173 utkáním a dal 9 gólů.

## Trenérská kariéra
Po ukončení hráčské kariéry se věnoval trénování staršího dorostu SK Kladno. Nyní je sportovní ředitel SK Kladna. 

## Ligová bilance
| Ročník                          | Zápasy | Góly | Klub            |
| ------------------------------- | ------ | ---- | --------------- |
| 1. česká fotbalová liga 1993/94 | 27     | 2    | FC Tescoma Zlín |
| 1. česká fotbalová liga 1994/95 | 28     | 2    | FC Tescoma Zlín |
| 1. česká fotbalová liga 1995/96 | 8      | 0    | FC Tescoma Zlín |
| 1. česká fotbalová liga 1996/97 | 27     | 1    | FK Teplice      |
| 1. Gambrinus liga 1997/98       | 26     | 0    | FK Teplice      |
| 1. Gambrinus liga 1998/99       | 28     | 3    | FK Teplice      |
| 1. Gambrinus liga 1999/00       | 29     | 1    | FK Teplice      |
| Corgoň liga 2000/01             | 11     | 1    | MFK Ružomberok  |
| CELKEM                          | 184    | 10   |                 |